# Katkics Ilona
Katkics Ilona (Budapest, 1925. november 26. – 2022. augusztus 1.) Balázs Béla-díjas magyar filmrendező. A Magyar Film- és Tv-művész Szövetség titkárságának tagja, a Gyermekszakosztály vezetője.

## Életpályája
Katkics Károly (1902–1983) cipész és Adler Irma (1897–1983) varrónő gyermekeként született. A numerus clausus miatt nem mehetett főiskolára, ezért 1940–1944 között a Budapesti Kereskedelmi Középiskolába járt. 1944-ben édesanyjával együtt a nyilasok elhurcolták. 1944–1945 között a Rex Gyógyszerárugyár főkönyvelőjének titkárnője volt, 1946–1948 között pártmunkás. 1948–1954 között a moszkvai Filmművészeti Főiskolára járt. 1954–1956 között a Magyar Dolgozók Pártja kulturális osztályának filmreferense volt, majd 1956–1985 között a Magyar Televízió munkatársa. 1964-ben végzett a Budapesti Tanítóképző Főiskolán. 1976–1989 között a kőszegi gyermekfilmszemle igazgatója volt. 1985-ben nyugdíjba vonult.
Kezdetben híradózott, riportokat, tv-játékokat később gyermekfilmeket készített. Móra Ferenc novelláiból készített filmjei – A kis Bice-Bóca (1967), a Kincskereső kisködmön (1968) – már bemutatásuk idején országos és nemzetközi  ismertséget és sikert hoztak  és máig szeretett alkotások, mesefilmjei – A palacsintás király, Barátom Bonca, A kisfiú és az oroszlánok, Tündér Lala – gyakran láthatóak a televízió képernyőjén. Katkics művészetének titka az egyszerűség: bízott a történetben és a színészekben, a rendezői magamutogatás távol állt tőle. Nemcsak műveivel, hanem közéleti tevékenységével is a gyerekek érdekében munkálkodott, mint a Magyar Film- és Tv-művész Szövetség Gyermekszakosztályának létrehozója és titkára. Az 1977 és 1991 között kétévente megrendezésre került Kőszegi Szemle is az ő szervezői munkájának eredménye.

## Magánélete
1955–1964 között Háncs Ernő volt a férje. Egy fiuk született: Péter (1956).

## Filmjei
- A kabát (1956)
- Tanya a viharban (1958)
- Családfő (1958)
- Próbáld meg, Daddy! (1959)
- Csodakalap (1959)
- Egy ablak világít (1959)
- Nyolc hold föld (1960)
- Az utolsó kilométer (1960)
- Szoba a hegyen (1961)
- Hagymácska (1962)
- A kis Bice-Bóca (1964)
- A két csaló (1967)
- Kincskereső kisködmön (1968)
- Szerelem (1968)
- Zsó és Laci I-II. (1968)
- Csicsóka és a moszkítók (1971)
- A palacsintás király I-II. (1973)
- Intőkönyvem története (1974)
- Bach Arnstadtban (1975)
- Csutak a mikrofon előtt I-II. (1976)
- Barátom, Bonca (1976)
- Csaló az üveghegyen (1977)
- Ebéd (1978)
- Mákszem Matyi (1978)
- A kisfiú meg az oroszlánok (1979)
- A Sipsirica I-II. (1980)
- A Hétpettyes Lovag (1981)
- Tündér Lala (1981)
- Három szabólegények (1982)
- Tizenhat város tizenhat leánya (1983)
- Fürkész történetei (1983)
- Legyél te is Bonca! (1984)
- Anna és Anton (1984)
- A zöld torony (1985)
- A fantasztikus nagynéni I-II. (1986)
- Aranyidő (1986)
- Mécsek (1992)
- Hogy volt?! (2010)
- A Meccs (Szegedi Körzeti Stúdió)1979 vagy 1980

## Díjai, elismerései
- Az Oktatásügy Kiváló Dolgozója (1966)
- Müncheni Prix Jeunesse-fődíj (1968, 1970)
- Monte-carlói közönségserleg (1968)
- Balázs Béla-díj (1968)
- Ifjúságért Emlékérem (1975)
- Ifjúsági Nívódíj (1977, 1978)
- Érdemes művész (1978)
- A pozsonyi tv-fesztivál díja (1979)
- Gyermekekért Díj (1984)
- Az Új Múzsa Alapítvány Életmű-díja (1996)
- A Magyar Köztársasági Érdemrend kiskeresztje (1997)
- A Honvédelemért kitüntető cím II. fokozat (2002)